# فيليب سوتون
فيليب سوتون (بالإنجليزية: Philip Sutton)‏ هو لاعب كرة الريشة بريطاني، ولد في 4 مايو 1960.

## وصلات خارجية
- فيليب سوتون على موقع BWF.tournamentsoftware.com (الإنجليزية)
- فيليب سوتون على موقع BWFbadminton.com (الإنجليزية)
- فيليب سوتون على موقع اتحاد ألعاب الكومنولث (مؤرشف) (الإنجليزية)